# Каталог опорних зір
Каталог опорних зір або КОЗ (англ. Guide Star Catalog або GSC) відомий також як опорний каталог космічного телескопа Хаббла (Hubble Space Telescope, Guide Catalog або HSTGC) — каталог опорних зір для автоматичного наведення та роботи космічного телескопу Хаббла. У майбутньому його буде застосовувати для навігації також телескоп Джеймса Вебба.
Перша версія цього каталогу, КОЗ-I (GSC-I), видана 1989 року, містила близько 20 мільйонів зір із видимою зоряною величиною від 6m до 15m. Друга версія опорного каталогу, КОЗ-II (GSC-II), містить уже 945 592 683 зір, включаючи зорі аж до 21m видимої зоряної величини. Подвійні зорі та об'єкти незоряної природи (наприклад квазари, галактики та ін.) було виключено з цього каталогу тією мірою, наскільки це було можливо, оскільки вони не задовольняють вимогам сенсора точного наведення, за допомогою якого працює телескоп Хаббл. По суті, цей каталог став першим повним каталогом зоряного неба спеціально створеним для навігації у зовнішньому космосі.
Починаючи з версії 2.3.0 (вересень 2003 року) каталог повністю вкриває небо.

## Історія

### Версія 1.0
Перша версія цього каталогу була опублікована у 1989 році. Перший каталог було створено шляхом оцифрування фотопластинок, отриманих під час огляду Palomar Schmidt Quick-V для північної півкулі та огляду UK Schmidt SERC-J для південної півкулі. Цей каталог містить об'єкти в діапазоні зоряних величин 7-16, а класифікація була упередженою, щоб запобігти використанню незоряного об'єкта як провідної зірки. Фотометрія ґрунтується на фотоелектричній послідовності (9-15-й магн.) поблизу центру кожної пластини Шмідта. Зоряна фотометрія виконувалася таким чином, щоб систематично відкидати галактики. Астрометрія визначалася з використанням зірок каталогу AGK3, SAOC або CPC, залежно від схилення пластини. Хоча відносна астрометрія (необхідна для HST) становить близько 0,3 дугової секунди, відомі систематичні похибки біля країв плит від 1 до 2 дугових секунд.

#### Версія 1.1
Перша редакція каталогу була опублікована в 1992 році. Вхідний каталог Tycho був створений міжнародними консорціумами Hipparcos/Tycho під час підготовки до місії супутника Гіппаркос. Вони створили каталог, що містить найкращі доступні дані для всіх зір до 11 зоряної величини. Додавання даних про яскраві зорі з цього каталогу до GSC дало повний каталог усього неба до граничної зоряної величини GSC. Крім того, було ідентифіковано і виправлено багато хибних об'єктів, спричинених артефактами навколо гало і дифракційними піками яскравих зір, а також низку помилок, про які повідомлялося. Також було опрацьовано і додано до каталогу низку астрографічних пластинок, зосереджених на яскравих зорях південної півкулі (зоряної величини менше 3) . Ця версія використовувалася в операціях HST до 15-го циклу.

#### Версія 1.2
Версія 1.2 була опублікована у 2001 році. Її було створено у співпраці з Астрономічним інститутом Решена в Гайдельберзі. Ця версія зменшує залежні від положення пластини систематичні похибки, що залежать від величини, і залежні від амплітуди. Було використано референц-каталоги PPM і AC, а абсолютні похибки положення зменшено до 0,3-0,4 дугових секунд .
Формат каталогу
При цитуванні каталожної статті використовується формат GSC FFFFF-NNNNN,  або альтернативно GSCfffff0nnnnn (fffff0nnnnn). F-послідовність вказує на код регіону неба Габбла.

### Каталог зоряного неба II
Значне розширення каталогу, Guide Star Catalog II, було опубліковано у 2008 році. Каталог зоряного неба II (GSC-II) був складений відділом каталогів і оглядів Наукового інституту космічного телескопа і астрометричною групою Астрономічної обсерваторії Торіно (Італія). Він містить записи для 945 592 683 зір, а також положення, класифікацію і зоряну величину для 455 851 237 зір. Остання редакція цієї версії (2.3.4) активно використовується для точного позиціонування космічного телескопа «Габбл» .